# Bitwa pod Aleppo
Bitwa pod Aleppo – starcie zbrojne, które miało miejsce w pobliżu Aleppo w 1086 roku pomiędzy armią Sułtana Rumu Sulajmana Ibn Kutulmisza i wojskami Tutusza, brata Malikszaha, sułtana Wielkich Seldżuków, zakończone zwycięstwem Tutusza i śmiercią Sulajmana.
Sulajman Ibn Kutulmisz, wywodzący się z jednej z gałęzi rodu Seldżukidów, w roku 1077 ogłosił się sułtanem na terenie Anatolii, kwestionując tym samym zwierzchność sułtana Wielkich Seldżuków Malikszaha. W roku 1084 zdobył on Antiochię i poczuł się na tyle pewnie, że w roku 1086 zaatakował znajdujące się pod zwierzchnictwem Malikszaha Aleppo. Przerażony najazdem władca miasta, arabski wódz będący klientem Malikszaha, wezwał na pomoc jego brata, namiestnika Syrii Tutusza. Tutusz pokonał armię Sulajmana i zabił go. Syn Sulajmana, późniejszy sułtan Kilidż Arslan I, dostał się do niewoli i został zakładnikiem na dworze Wielkiego Seldżuka, skąd wrócił do Anatolii dopiero po śmierci Malikszaha w roku 1092. Większość zdobyczy Sulajmana w Syrii, z Antiochią włącznie, została włączona do domeny Tutusza.